# 西藏研究中央大學
西藏研究中央大學（英語：Central University for Tibetan Studies，縮寫為 CUTS，或譯為西藏綜合大學），前身為西藏高等研究中央學院（藏語：ཝ་ཎ་མཐོ་སློབ，威利转写：wa Na mtho slob，縮寫為 CIHTS），創辦於1967年位於印度瓦拉納西鹿野苑，歸屬於印度文化部管理。它為在印度的西藏流亡青年與國際上的青年學生提供高等教育，在西藏學以及佛學研究上，具有重要的地位。

## 歷史
為了提供那些流亡到達蘭薩拉的西藏青年更好的教育，達賴喇嘛在與賈瓦哈拉爾·尼赫魯會談時，提出這項建議，並得到印度政府的支持，於1967年創辦西藏高等研究學校，希望將傳統的西藏知識、文化與學問，以現代大學的形式延續下去。
西藏高等研究中央學院原附屬於山普那南達梵文大學。1977年，印度文化部將它獨立出來，成為自治組織，但是仍然由印度政府提供財務支持。1988年，它被視同為大學。
2009年1月14日，在達賴喇嘛支持下，正式改制為綜合大學，名為西藏研究中央大學。

## 外部連結
- 西藏研究中央大學首頁
- 西藏高等研究中央學院首頁（页面存档备份，存于）